# Karianne Bjellånes
Karianne Gåsland Bjellånes (* 9. August 1986 in Mo i Rana) ist eine ehemalige norwegische Skilangläuferin.

## Werdegang
Bjellånes, die für den Henning Skilag startete, lief im Februar 2004 in Hommelvik ihr erstes Rennen im Continental-Cup und belegte dabei den 58. Platz über 5 km klassisch. Bei den U23-Weltmeisterschaften 2007 in Tarvisio errang sie den 30. Platz im Sprint. Ihr Debüt im Weltcup hatte sie im März 2007 in Drammen, das sie auf dem 27. Platz im Sprint beendete. In der Saison 2007/08 kam sie im Scandinavian-Cup viermal unter die ersten Zehn. Dabei holte sie im Sprint in Riga und über 10 km klassisch in Jõulumäe ihre einzigen Siege im Scandinavian-Cup. Sie belegte damit den dritten Platz in der Gesamtwertung des Scandinavian-Cups. Im Jahr 2009 wurde sie norwegische Meisterin zusammen mit Kari Vikhagen Gjeitnes im Teamsprint. Bei den U23-Weltmeisterschaften 2009 gewann sie die Goldmedaille im Sprint. In der Saison 2009/10 erreichte sie in Canmore und in Drammen jeweils mit dem fünften Platz im Sprint ihre einzigen Top-Zehn-Platzierungen im Weltcup und zum Saisonende den 51. Platz im Gesamtweltcup und den 21. Rang im Sprintweltcup. Beim Birkebeinerrennet und bei den norwegischen Meisterschaften 2010 mit der Staffel wurde sie jeweils Zweite. Im folgenden Jahr errang sie bei den norwegischen Meisterschaften den dritten Platz mit der Staffel von Henning Skilag. Ihr letztes internationales Rennen lief sie im März 2011 beim Birkebeinerrennet, welches sie auf dem siebten Platz beendete.

## Siege bei Continental-Cup-Rennen
| Nr. | Datum           | Ort      | Disziplin       | Serie            |
| --- | --------------- | -------- | --------------- | ---------------- |
| 1.  | 24. Januar 2008 | Riga     | Sprint Freistil | Scandinavian Cup |
| 2.  | 27. Januar 2008 | Jõulumäe | 10 km klassisch | Scandinavian Cup |